# Gwen Meredith
Gwenyth Valmai Meredith, zamężna Harrison (ur. 18 listopada 1907 w Orange, Nowa Południowa Walia, zm. 3 października 2006 w Bowral, Nowa Południowa Walia) – pisarka australijska, autorka scenariusza serialu radiowego Blue Hills.
Ukończyła szkołę średnią Sydney Girls High School oraz studia na uniwersytecie w Sydney, uzyskując bakalaureat (Batchelor of Arts). W latach 1932–1939 z pomocą finansową ojca prowadziła księgarnię. W grudniu 1938 wyszła za mąż za inżyniera Ainswortha Harrisona. Mając zapewnione środki materialne, w wolnych chwilach zajmowała się pisarstwem. W 1943 nawiązała stała współpracę z rozgłośnią Australian Broadcasting Corporation (ABC), dla której pisała scenariusze słuchowisk radiowych.
Była m.in. autorką scenariusza do serialu radiowego The Lawsons, obecnego na antenie przez pięć lat. Uznanie przyniosła jej przede wszystkim praca nad scenariuszem serialu o codziennym życiu mieszkańców australijskiego miasta Blue Hills. Pierwszy odcinek serialu został zaprezentowany 28 lutego 1949, a ostatni ponad 27 lat później, 30 września 1976. Meredith była autorką scenariusza wszystkich 5795 odcinków. Przez pewien czas Blue Hills był najdłuższym serialem radiowym świata.
Poza pracą dla radia opublikowała m.in. Wives Have Their Uses (1944), Great Inheritance (1946), Beyond Blue Hills (1953), Inns and Outs (1955, z mężem Ainsworthem Harrisonem), Into the Sun. W czerwcu 1967 została odznaczona krzyżem kawalerskim (MBE), a w czerwcu 1977 krzyżem oficerskim (OBE) Orderu Imperium Brytyjskiego.